# White Pass
Der White Pass ist ein 873 m hoher Gebirgspass in den Boundary Ranges der Coast Mountains an der Grenze zwischen Alaska und dem kanadischen British Columbia und ist Teil des Klondike Gold Rush National Historical Parks.
Er verbindet die an der Inside Passage gelegene Hafenstadt Skagway mit dem Lake Bennett.

## Geschichte
Der Weg über den Pass war während des Klondike-Goldrauschs Ende des 19. Jahrhunderts neben dem Chilkoot Pass eine von zwei Möglichkeiten, um von der Pazifik-Küste zu den Goldfeldern im Inland zu gelangen. Die Route über den White Pass war länger, aber weniger steil und hoch als die über den Chilkoot Pass. Allerdings galt sie wegen der höheren Kriminalitätsrate, die dem Banditen Soapy Smith zugeschrieben wurde, als gefährlicher.

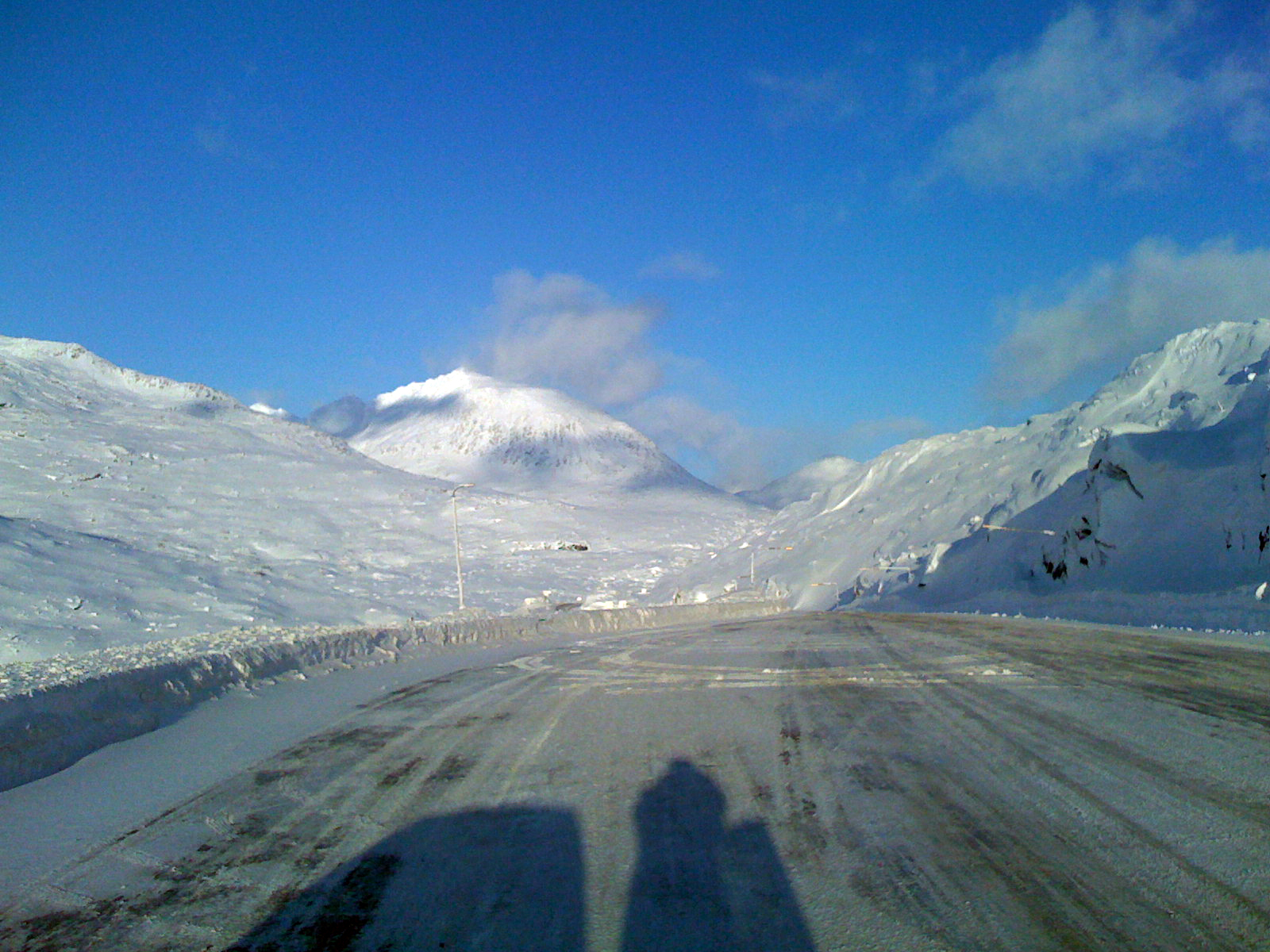
Der Klondike Highway am White Pass

Ermöglicht durch die relativ geringe Steigung wurde im Zuge des Goldrauschs ein Weg für Pferdekutschen über den Pass gebaut. Die harten Bedingungen im Winter und die schweren Lasten kosteten allerdings viele Pferde das Leben, was dem Pfad den Beinamen „Dead Horse Trail“ (dt.: „Pfad der toten Pferde“) einbrachte.
Benannt wurde der White Pass 1887 vom Landvermesser William Ogilvie nach dem damaligen kanadischen Innenminister Thomas White.

## Verkehr
Die 1898 in Betrieb genommene Schmalspurbahn der White Pass and Yukon Railway wurde über den White Pass gebaut. Auch der Klondike Highway von Skagway nach Dawson im kanadischen Territorium Yukon nutzt diese Route und verläuft am Pass parallel zu den Gleisen.